# Heterochelus sulphureus
Heterochelus sulphureus är en skalbaggsart som beskrevs av Karl Henrik Boheman 1857. Heterochelus sulphureus ingår i släktet Heterochelus och familjen Melolonthidae. Inga underarter finns listade i Catalogue of Life.